# بيرلاسيا جامبوا
بيرلاسيا جامبوا، (بالإنجليزية: Pearlasia Gamboa)‏ (ولدت إلفيرا ج. جامبوا ) هي سيدة أعمال أمريكية فلبينية تشارك في الأعمال البنكيه والاستثمارات المثيرة للجدل، وقد رُفعت دعوى قضائية عليها بنجاح من قبل لجنة الأوراق المالية والبورصات الأمريكية ومختلف الوكالات الحكومية.كانت مرتبطة بدومينيون ملكي صادق دولة مجهرية استخدمت كواجهة لنشاط إجرامي احتيالي.

## الحياة الشخصية
ولدت إلفيرا ج. جامبوا  عام 1951   في مانيلا . كانت متزوجة من روكي أوستن  لكنها انفصلت فيما بعد قبل عام 1993 وتعيش حاليًا في كاليفورنيا في عام 1994تزوجت من مارك لوجان بيدلي .  لديها ابنة، برناديت، وابن،ريمون، من زواجها الأول ولديها ابن، حازماخ، من الثاني.

## مسار مهني مسار وظيفي
في عام 1994 مُنعت الشركات التي يديرها جامبوا، والتي كانت تدعي أنها بنوك، من العمل في إنديانا  وكاليفورنيا. 

### ميكرون المصرفية
كانت جامبوا رئيسة الدولة المجهرية المعروفة باسم دومينيون ملكي صادق التي أنشأها زوجها مارك بيدلي. إن الدول المجهرية الموجودة فقط في الفضاء الإلكتروني هي واجهة للنشاط الإجرامي الاحتيالي. 

### زي نيكست للتعدين
رفعتها لجنة الأوراق المالية والبورصات الأمريكية إلى محكمة مدنية بشأن شركة مملوكة لها زي نيكست للتعدين، في عام 2009زاعمة أنها استخدمت تقارير وهمية عن عمليات تعدين الذهب للربح عن طريق بيع الأسهم عن طريق الاحتيال، مما أدى إلى اختلاس أكثر من مليون دولار.  وأكدت أن أي تلاعب احتيالي في أسعار الأسهم قام به زوجها دون علمها. بعد أن فشلت جامبوا في المثول أمام المحكمة الفيدرالية للطعن في اتهامات الحكومة، صدر حكم افتراضي ضدها في أغسطس 2010 بقيمة إجمالية 1.8 مليون دولار؛غرامة قدرها650 ألف دولار على شركة التالي زد و 1.18 مليون دولار لجامبوا شخصيًا.كما مُنعت جامبوا بشكل دائم من بيع الأسهم الصغيرة.في عام2011، قالت إنها لم تدفع الغرامة وتحاول إلغاء القرار. 
خضعت شركة التعدين التالي للتحقيق من قبل فريق عمل متعدد الوكالات كجزء من عملية الثقة المكسوره، وهي عملية على مستوى الولايات المتحدة في عام 2010 استهدفت الاحتيال في الاستثمار.على الرغم من اتهام زوجها مارك بيدلي، تحت اسم تسماخ ديفيد نيتزر كوريم، وأقر بأنه مذنب إلا أن جامبوا لم يكن. 

### استخدام الأسماء المستعارة
عملت جامبوا تحت أسماء مستعارة مختلفة، بما في ذلك واللؤلؤة الآسيوية وباي كاتيغومان و بيرلاسيا. 